# Assoa
Assoa — рід грибів. Назва вперше опублікована 1944 року.

## Класифікація
До роду Assoa відносять 1 вид:
- Assoa fertilissima